# Lingua nahuatl huaxteca orientale
La Lingua nahuatl huaxteca orientale è un dialetto nahuatl parlato da circa 410 000 persone (cifra riferita al 1991) nella parte orientale della regione della Huasteca in Messico, diffusa in oltre 1500 villaggi degli Stati di Hidalgo, e le fasce settentrionali di Veracruz e Puebla.
Secondo il SIL International di Ethnologue, esiste una mutua intelligibilità dell'85% tra la lingua nahuatl huaxteca occidentale e quella orientale. Il 50% di coloro che parlano la lingua nahuatl huaxteca orientale non conoscono lo spagnolo.

## Fonologia

### Vocali
|             | Anteriori | Posteriori |
| ----------- | --------- | ---------- |
| Alte        | i iˑ      |            |
| Medio-alte  | e eˑ      |            |
| Medio-basse |           | o oˑ       |
| Basse       | a aˑ      | a aˑ       |

### Consonanti
|                    | Labiale | Apicali | Postalveolari | Velari      | Velari | Glottidali |
| Non arrotondate    | Labiale | Apicali | Postalveolari | Arrotondate |        | Glottidali |
| ------------------ | ------- | ------- | ------------- | ----------- | ------ | ---------- |
| Occlusive          | p       | t       |               | k           | kʷ     | ʔ          |
| Affricate          |         | ts      | tʃ            |             |        |            |
| Laterali affricate |         | tɬ      |               |             |        |            |
| Fricative          |         | s       | ʃ             |             |        | h          |
| Liquide            |         | l, r    |               |             |        |            |
| Nasali             | m       | n       |               |             |        |            |
| Semivocali         | w       |         | j             |             |        |            |